# Кассель, Жан-Пьер
Жан-Пье́р Кассе́ль (фр. Jean-Pierre Cassel; настоящая фамилия — Крошо́н, Crochon; 27 октября 1932, Париж — 19 апреля 2007, там же) — французский актёр театра и кино, а также сценарист, певец, танцор и режиссёр. Трое его детей также стали актёрами: Венсан, Матиас и Сесиль.

## Биография
Жан-Пьер Кассель дебютировал в кино в 1953 году, но до начала 1960-х почти не был известен, снимаясь, главным образом, в эпизодических ролях на телевидении. Популярность он приобрел благодаря комедиям режиссёра Филиппа де Брока (Philippe de Broca) и осовремененной экранизации вольтеровского «Кандида» Норбера Карбонно (Norbert Carbonnaux). Европейской публике он стал известен в роли короля Франции Людовика XIII Бурбона в фильмах Ричарда Лестера «Три мушкетера» и «Четыре мушкетера», а также по роли в «Скромном обаянии буржуазии» Луиса Бунюэля.
В 1980-90-х Кассель чаще работал в театре и на ТВ, чем в кино, хотя его по-прежнему привлекали в свои фильмы крупные режиссёры, в частности Клод Шаброль. В 1994 году Кассель опубликовал книгу воспоминаний о своей работе у знаменитых кинематографистов.
Умер в 2007 году. Похоронен на римско-католическом кладбище в Туари (департамент Ивелин).

## Избранная фильмография
- 1957 — Совершенно некстати / Comme un cheveu sur la soupe — журналист
- 1958 — В случае несчастья / En cas de malheur — трубач (нет в титрах)
- 1960 — Кандид, или Оптимизм в XX веке / Candide ou l’Optimisme du XXe siècle — Кандид
- 1961 — Любовник на пять дней / L'Amant de cinq jours — Антуан
- 1962 — Семь смертных грехов — Раймон
- 1964 — Сирано и д’Артаньян / Cyrano et d’Artagnan — д’Артаньян
- 1965 — Воздушные приключения / Those Magnificent Men in Their Flying Machines or How I Flew from London to Paris in 25 hours 11 minutes — Пьер Дюбуа
- 1965 — Праздники любви / Les Fêtes Galantes — Жоликёр, капрал
- 1966 — Горит ли Париж? / Paris brûle-t-il? — лейтенант Анри Каршер
- 1969 — Армия теней / L’Armée des ombres — Жан-Франсуа Жарди
- 1969 — О, что за чудесная война / Oh! What a Lovely War — французский полковник
- 1970 — Медведь и кукла / L’Ours et la Poupée — Гаспар
- 1970 — Разрыв / La Rupture — Поль Тома
- 1971 — Лодка на траве / Le Bateau sur l’herbe — Давид
- 1971 — Мальпертюи / Malpertuis — Лампернисс
- 1972 — Скромное обаяние буржуазии / Le Charme discret de la bourgeoisie — Анри Сенешаль
- 1973 — Три мушкетёра / The Three Musketeers — Людовик XIII
- 1974 — Обезумевший баран / Le Mouton enragé — Фабр
- 1974 — Убийство в «Восточном экспрессе» / Murder on the Orient Express — Пьер Мишель, проводник
- 1974 — Четыре мушкетёра: Месть миледи / The Four Musketeers — Людовик XIII
- 1980 — Супермен 2 / Superman 2 — начальник французского штаба (нет в титрах)
- 1982 — The Trout (film) / Форрель (The Trout) — 'Расмбер
- 1987 — Казанова / Casanova — Людовик XV
- 1988 — Гвоздоед / Mangeclous — Де Сюрвиль
- 1988 — Молодой Тосканини / Il giovane Toscanini — маэстро Мигес
- 1988 — Шуаны / Chouans! — барон Тиффож
- 1989 — Возвращение мушкетёров / The Return of the Musketeers — Сирано де Бержерак
- 1990 — Винсент и Тео / Vincent & Theo — Поль Гаше
- 1990 — Мистер Фрост / Mister Frost — инспектор Корелли
- 1994 — Ад / L'Enfer — месье Вернон
- 1994 — Высокая мода / Prêt-à-Porter — Оливье де Лафонтен
- 1995 — Церемония / La Cérémonie — Жорж Лельевр
- 2000 — Багровые реки / Les Rivières pourpres — доктор Бернар Чернезе
- 2000 — Маркиз де Сад / Sade — виконт де Ланкри
- 2003 — Мишель Вальян: жажда скорости / Michel Vaillant — Анри Вальян
- 2004 — Глюк / Narco — отец Гуса
- 2007 — Скафандр и бабочка / Le Scaphandre et le papillon — отец Люсьен; продавец
- 2008 — Астерикс на Олимпийских играх / Astérix aux Jeux Olympiques — Панорамикс